# ニュー島唄30
ニュー島唄30（ニューしまうたさんじゅう）はオリンピアから2006年1月に発売されたストックタイプの沖スロである。
オリンピアは本機を同社沖スロの集大成と謳っており、オリンピアの沖スロ定番のアイテム、パトロットを搭載し、パトロットが半回転して「キュイン！」と鳴ればボーナス確定、というオリンピアならではの告知が行われる。
そして、ボーナスがビッグボーナスであれば終了後1ゲームで必ず次のボーナスが告知され（1ゲーム連）、レギュラーボーナスを引くまで1ゲーム連は継続する。
このほかにも兄弟機からの継承として、レギュラーボーナス終了後5ゲーム間はボーナスの引き戻しの可能性が高い（「トロピカルランプ」点灯）、ビッグボーナス中の小役ゲームではリール窓左の「BIGランプ」が点滅、通常ゲーム時（トロピカルゾーンを含む）に前兆に入ると一瞬パトロットが点灯する「瞬き告知」等がそれぞれ搭載されている。
異常なほどの波の荒さが売りで、不調時には10万円分のメダルも軽々と吸い込んでしまい、好調時には20万円分以上のメダルを吐き出すこともあるような、ギャンブル性が非常に強いマシンである。

## 告知
レバーオン時及び第一ボタン停止時に、リール窓下のCHANCEランプの点灯、「キュイン!」という音、パトロットの回転・点灯で告知を行う。
また、レバーオン時に、轟音と共にリール窓左の「ビッグランプ」点灯を伴えば（フリーズ）、ビッグボーナスが確定する（この場合、「キュイン！」の告知音はフリーズ演出が解除されたリールの始動時に鳴る）。

## モード
本機は、チャンス・通常(A・B・C)・低確(A・B・C)・特殊の8モードが存在する。チャンス>通A>通B>通C>低A>低B>低Cの順にモードが下がる。内部ビッグ当選時にモード昇格抽選を行い、ビッグ放出時にモード降格抽選を行う（フリーズ時にはモード降格は発生しない）。よって、レギュラー当選時及び放出時には、昇格及び降格は発生しない。
- チャンスモード : ほぼビッグを放出する。
- 通常モードA・B・C : ボーナス放出時の約1/3でビッグを放出する。
- 低確モードA・B・C : ボーナスはほぼレギュラーを放出する。
- 特殊モード : 設定変更後もしくは純ハズレ当選時（フリーズが発生する）に移行し、特殊モード滞在時は、ビッグ内部成立もしくはビッグ放出時に、通常モードCに25％、もしくはその他のモード（特殊モードを除く）に各12.5％の確率で移行する。

以上のことから、滞在モードによりボーナス放出の割合が大きく異なり、通常モード以上に滞在していなければほぼビッグボーナスを放出しないことから、投資が莫大となる可能性がある。
また、これを回避するために大ハマリしている等通常モード滞在状態を積極的に狙えば、設定1でも機械割りが100％を越えるといわれている（ただし、通常モード以上にいるからといって投資がかさまない保証はない）。

### 通常モード
本機は、通常モード以上に滞在しているか否かが、ビッグボーナス放出に大きな影響を及ぼす。これを判別する要素として、通常モード以上滞在確定もしくは濃厚となる演出等がある。
- 遅れなし及び第一ボタン告知発生時 : この場合、通常モードA滞在が確定する。
- 大遅れ及び第一ボタン告知発生時 : この場合、通常モードC以上もしくは特殊モード滞在が確定する。
- トロピカルゾーン中のボーナス当選 : 低確モード滞在時はトロピカルゾーン中のボーナス放出はほぼない。
- ビッグボーナス間1500ゲーム以上 : 演出ではないが、設定1でも通常モード以上の可能性が高くなる。
- 遅れ : 通常モードB以上滞在時に遅れの発生率が上昇する。

#### 遅れ
ゲーム中に発生する遅れは大・小の2種類。
- 大 : ボーナス放出期待度が高い。
- 小 : モード上昇の可能性がある。

## トロピカルゾーン
レギュラーボーナス終了後5ゲーム間は、リール窓右の「トロピカルランプ」が点灯し、トロピカルゾーンに突入する。
この間は通常モードであればボーナス放出確率が上昇し、ボーナスの引き戻しが期待できる。
また、低確モードであれば、モード昇格率が上昇する（ボーナス放出確率は通常時と同じ）。
なお、本機は前兆を6ゲーム伴うことがあるため、トロピカルゾーン5ゲームと併せ、ボーナス後11ゲームまではボーナス放出のチャンスが継続する。

## 前兆
本機は、RT解除後前兆を伴うことがあり、この場合、最大6ゲーム後に告知される（小役成立による持ち越しあり）。
また、前兆中、告知まで残り1ゲーム時に「瞬き告知」演出（パトロットが一瞬無音で点灯する）が発生する場合がある。

## 天井
本機の天井は1100ゲームであるが、ボーナスを即放出をするわけではなく、救済措置としてRT解除確率が上昇（当選となる乱数が追加される）するだけであり、また、放出ボーナスもほぼレギュラーとなっているため、天井狙いの見返りは少ない（ただし、その後のトロピカルゾーンにおけるボーナス放出は、滞在モードにより期待できる）。1100ゲーム以降に放出された場合でも、追加された乱数によるものでなければ滞在モードによってボーナスの種類が振り分けられるが、放出の乱数がどちらなのかを判別することはできない。

## ボーナス出現確率
| 設定 | BIG確率 | REG確率 | 出玉率 |
| ---- | ------- | ------- | ------ |
| 1    | 1/348   | 1/242   | 93.9%  |
| 2    | 1/327   | 1/239   | 96.3%  |
| 3    | 1/300   | 1/236   | 100.0% |
| 4    | 1/273   | 1/232   | 104.0% |
| 5    | 1/256   | 1/229   | 107.6% |
| 6    | 1/251   | 1/206   | 112.0% |

※各数値はメーカー発表値。

## ゲーム機
- オンラインゲームサイト『777town.net』にてプレイが可能である。
- GREEとコムシードがモバイルでサービスを行っている『グリパチ』にてプレイが可能である。